# 八王子市立みなみ野君田小学校
八王子市立みなみ野君田小学校（はちおうじしりつ みなみのきみたしょうがっこう）は、東京都八王子市みなみ野にある公立小学校。

## 沿革
- 2007年平成19年4月 - 八王子市立みなみ野君田小学校として開校

## 進学先中学校
- 八王子市立みなみ野中学校
- 八王子市立七国中学校

## 交通アクセス
- JR横浜線の八王子みなみ野駅から徒歩１０分ほど。